# Фрай, Уолтер
Уолтер Фрай (англ. Walter Frye, умер около 1474, Кентербери) — английский композитор XV века, работавший вероятно в Бургундии.

## Биография и творчество
Биографическая информация о Фрае чрезвычайно скудна. Он упоминается в 1457 как член Лондонской гильдии музыкантов. Рукописи с музыкой Фрая сохранились преимущественно в континентальных источниках, большинство — во французском песеннике Mellon Chansonnier. Вероятно, Фрай работал в Бургундии —  с одной стороны, он оказал влияние на композиторов франко-фламандской школы (А. Бюнуа, Я. Обрехта), с другой, сам испытал её влияние, как в рондо́ «Tout a par moy».
Сохранились три мессы Фрая — трёхголосные «Nobilis et pulchra» и «Summe Trinitati» и четырёхголосная «Flos regalis». Возможно, Фраю также принадлежит вотивная месса без какого-либо заголовка, хранящаяся в Королевской библиотеке Брюсселя (в современной практике её исполняют как «безымянную», «Missa sine nomine»). 
Светская музыка Фрая написана в типичных для французского Ars nova твёрдых формах баллады («So ys emprentid», «Alas, alas» и др.) и рондо́. Континентальным влиянием также объясняется техника изоритмии, которая обнаруживается в мессе «Summe Trinitati» и отчасти в мессе «Nobilis et pulcra». При этом типичный для английской музыки XV века фобурдон в сочинениях Фрая встречается редко как, например, в мотете «Sospitati dedit egros» (на текст из популярного оффиция святителю Николаю). Помимо «Sospitati», Фраю приписывают ещё 4 мотета — «Ave Regina coelorum», «O florens rosa», «Salve virgo mater pya», «Trinitatis dies» (все — трёхголосные).
О прижизненной известности Фрая, в том числе, за пределами Англии, свидетельствуют многочисленные сохранившиеся интабуляции его музыки в континентальных источниках (например, в немецкой Буксхаймской органной книге). 
Критическое издание музыки Уолтера Фрая опубликовано в серии Corpus mensurabilis musicae в 1960 году (том 19).

## Дискография
- Дискография У. Фрая на портале medieval.org